# Vilanova d'Escornalbou
Vilanova d'Escornalbou là một đô thị trong comarca Baix Camp, tỉnh Tarragona, cộng đồng tự trị Catalonia, Tây Ban Nha.